# 토끼의 아리아
《토끼의 아리아》는 2006년 4월 22일에 MBC에서 방영한 베스트극장이다.

## 등장 인물

### 주요 인물
- 김승욱 : 오상구(38세) 역 - 시립대 공과대학 교양과목 시간강사
- 박그리나 : 현정 역 - 대학생
- 김하균 : 최 박사 역 - 카페 뮤직맨 오너

### 그 외 인물
- 김미연
- 이정현
- 유형관
- 김희라
- 이중열
- 김원배
- 최민준
- 안지환
- 장병철

### 우정출연
- 장미화